# Red Amnesia
Pour les articles homonymes, voir Amnesia.
Pour plus de détails, voir Fiche technique et Distribution.
Red Amnesia (闖入者, Chuǎngrù zhě) est un film chinois réalisé par Wang Xiaoshuai, sorti en 2014.
Le film est présenté en sélection officielle au festival international du film de Venise en 2014.

## Fiche technique
- Titre : Red Amnesia
- Titre original : 闖入者, Chuǎngrù zhě
- Réalisation : Wang Xiaoshuai
- Scénario : Wang Xiaoshuai, Fang Lei et Li Fei
- Production :
- Société de production : WXS Productions
- Photographie :
- Montage :
- Musique :
- Pays d'origine : Chine
- Genre : Drame
- Langue : mandarin
- Durée : 110 minutes
- Dates de sortie :
  -  Italie : 4 septembre 2014 (Mostra de Venise 2014)

## Distribution
- Lü Zhong
- Feng Yuanzheng
- Amanda Qin
- Qin Hao
- Shi Liu

## Distinctions

### Sélections
- Festival international du film de Toronto 2014 : sélection « Special Presentations »
- Festival international du film de Venise 2014 : sélection officielle